# Jerzy Matuszkiewicz

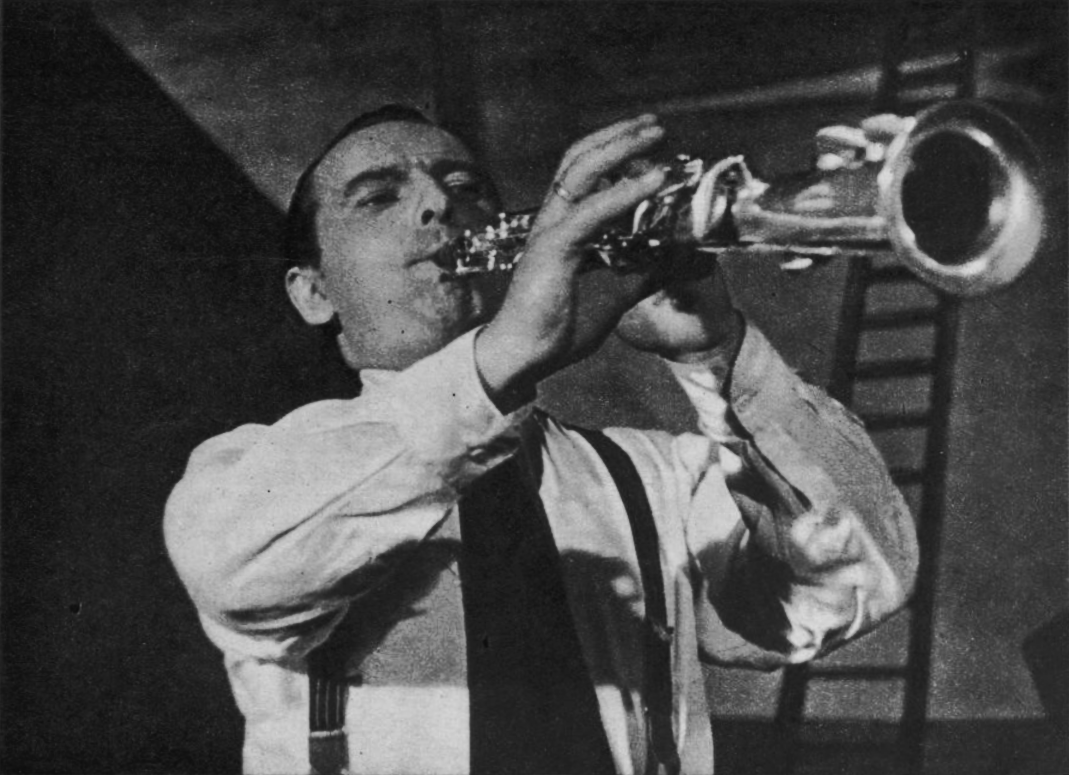
„Duduś” Matuszkiewicz jako członek grupy Melomani w 1957

Jerzy Matuszkiewicz, ps. „Duduś” (ur. 10 kwietnia 1928 w Jaśle, zm. 31 lipca 2021 w Warszawie) – polski muzyk jazzowy, saksofonista, kompozytor muzyki filmowej.

## Życiorys
Urodził się w Jaśle, skąd pochodzili jego rodzice: Jadwiga i Tadeusz. Kilka miesięcy po narodzinach wraz z rodzicami zamieszkał we Lwowie, gdzie pracował jego ojciec – absolwent jasielskiego gimnazjum i studiów prawniczych na Uniwersytecie Lwowskim, który po ich ukończeniu podjął posadę jako prawnik w dyrekcji kolejowej we Lwowie. We Lwowie zastał go wybuch II wojny światowej. W kwietniu 1944 roku, gdy do Lwowa zbliżał się front wojenny, wraz z rodziną powrócił do Jasła. Po kilku miesiącach wysiedlono rodzinę, co miało związek z rozkazem starosty jasielskiego Waltera Gentza, który nakazał przymusową likwidację miasta.

Po wojnie przeprowadził się do Krakowa, gdzie rozpoczął naukę w szkole muzycznej w klasie klarnetu i saksofonu. W 1947 roku zaczął współpracować z big bandem Kazimierza Turewicza. W 1948 roku założył „Jazz Club” przy krakowskim oddziale YMCA, a po rozwiązaniu organizacji wyjechał do Łodzi, gdzie rozpoczął studia filmowe na Wydziale Operatorskim Wyższej Szkoły Filmowej. W ich trakcie uczestniczył w tzw. „katakumbowym trwaniu”. Na przełomie lat 1950–1951 „Duduś” był współzałożycielem grupy muzyków, nazwanej później Melomani. W 1954 roku odegrał ważną rolę przy organizacji „Zaduszek Jazzowych” w Krakowie, których animatorem był Leopold Tyrmand. Podczas I Ogólnopolskiego Festiwalu Muzyki Jazzowej w Sopocie (1956) zespół prowadził nowoorleański pochód ulicami Sopotu. Matuszkiewicz jest autorem hejnału festiwalu, który po raz pierwszy wykonał solo na rozpoczęcie 40. Jazz Jamboree. Po ukończeniu studiów zamieszkał w Warszawie, gdzie związał się z klubem „Hybrydy”. Od 1958 roku prowadził zespół Traditional Jazz Makers oraz występował w składzie Polish All Stars - pierwszego polskiego zespołu, który po wojnie koncertował za granicą. Od lat 70. występował sporadycznie. Był jurorem konkursu jazzowego Złota Tarka. Poświęcił się głównie komponowaniu. Napisał muzykę do wielu filmów animowanych, fabularnych, krótkometrażowych oraz seriali telewizyjnych.

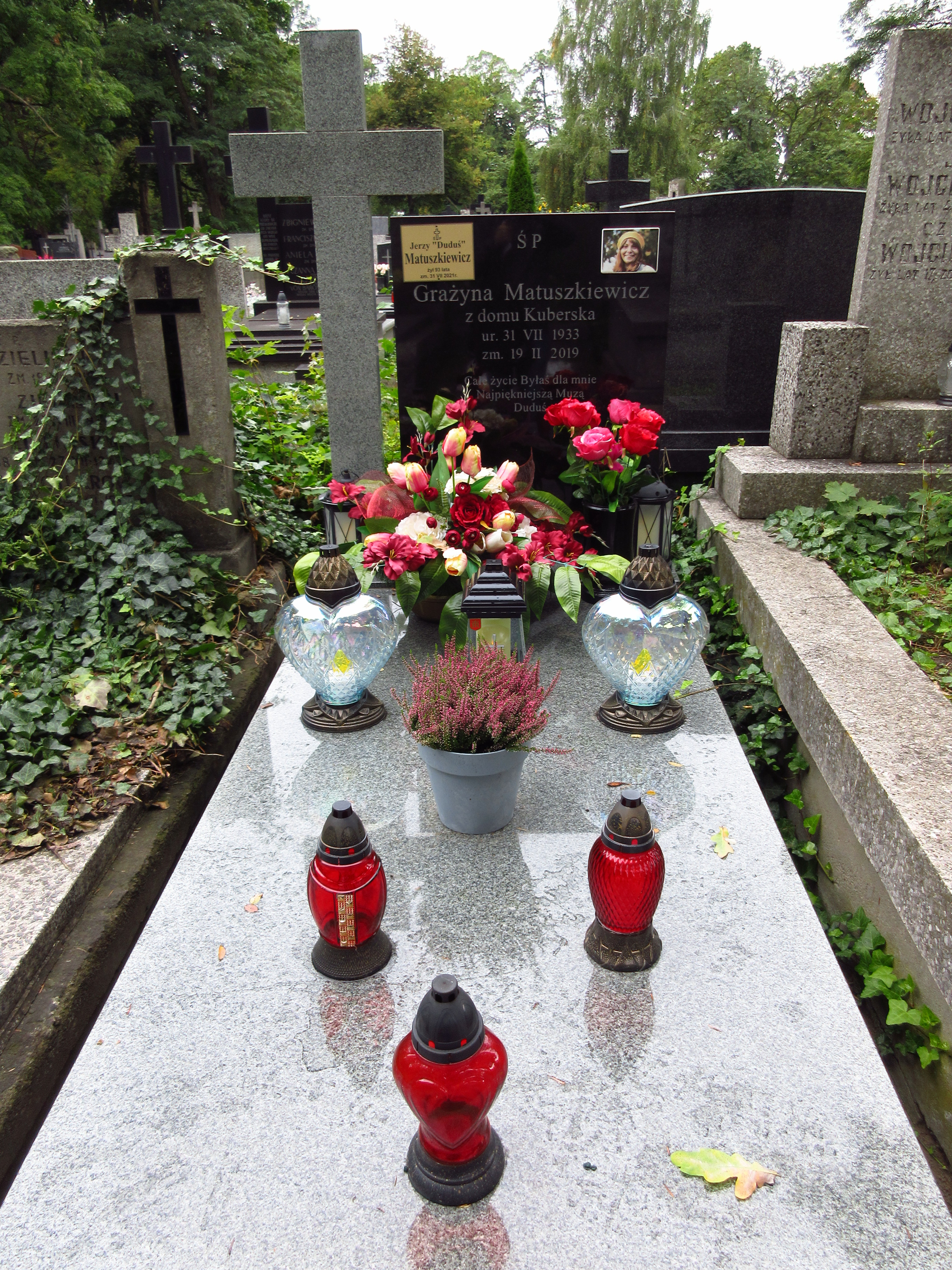
Grób Jerzego „Dudusia” Matuszkiewicza na cmentarzu Bródnowskim

Był mężem Grażyny z domu Kuberskiej (1933–2019).
Zmarł w Warszawie, pochowany 11 sierpnia 2021 roku na cmentarzu Bródnowskim w Warszawie (kwatera 46B-3-4). 
W 2025 archiwum Jerzego „Dudusia” Matuszkiewicza otrzymała w darze Biblioteka Narodowa.

## Muzyka filmowa

### Muzyka do seriali
- Alternatywy 4 (reż. Stanisław Bareja)
- Czterdziestolatek (reż. Jerzy Gruza)
- Czterdziestolatek 20 lat później (reż. Jerzy Gruza)
- Dzieci z naszej szkoły[8]
- Janosik (reż. Jerzy Passendorfer)
- Kapitan Sowa na tropie (reż. Stanisław Bareja)
- Kolumbowie (reż. Janusz Morgenstern)
- Lato leśnych ludzi (reż. Władysław Ślesicki)
- Pan na Żuławach (reż. Sylwester Szyszko)
- Podróż za jeden uśmiech (reż. Stanisław Jędryka)
- Przygody psa Cywila (reż. Krzysztof Szmagier)
- Siedlisko (reż. Janusz Majewski)
- Stawiam na Tolka Banana (reż. Stanisław Jędryka)
- Stawka większa niż życie (reż. Andrzej Konic, Janusz Morgenstern)
- Śmieciarz
- Wojna domowa (reż. Jerzy Gruza)
- Życie na gorąco (reż. Andrzej Konic)

### Muzyka do filmów fabularnych
- Dwa żebra Adama (1963, reż. Janusz Morgenstern)
- Małżeństwo z rozsądku (1966, reż. Stanisław Bareja)
- Pieczone gołąbki (1966, reż. Tadeusz Chmielewski)
- To jest twój nowy syn (1967, reż. Jerzy Zarzycki)
- Jowita (1967, reż. Janusz Morgenstern)
- Jak rozpętałem drugą wojnę światową (1969, reż. Tadeusz Chmielewski)
- Raj na ziemi (1970, reż. Zbigniew Kuźmiński)
- Nie lubię poniedziałku (1971, reż. Tadeusz Chmielewski)
- Poszukiwany, poszukiwana (1972, reż. Stanisław Bareja)
- Zniszczyć pirata (1972, reż. Hubert Drapella)
- Teraz i w każdą godzinę (1972, reż. Hubert Drapella)
- Przyjęcie na dziesięć osób plus trzy (1973, reż. Jerzy Gruza)
- Janosik (1974, reż. Jerzy Passendorfer)
- Zaklęte rewiry (1975, reż. Janusz Majewski)
- Palace Hotel (1977, reż. Ewa Kruk)
- Słona róża (1982, reż. Janusz Majewski)
- Wierna rzeka (1983, reż. Tadeusz Chmielewski)
- Rozmowy kontrolowane (1991, reż. Sylwester Chęciński)
- Syzyfowe prace (2000, reż. Paweł Komorowski)

## Dyskografia
- Janosik (2006)
- Muzyka filmowa (2006)
- Jerzy „Duduś” Matuszkiewicz, w serii Wielcy kompozytorzy filmowi, Biblioteka Gazety Wyborczej (2010)
- Antologia – 7 CD (2017)

## Skomponowane piosenki
- Ach to był szał, gdy Duduś grał (sł. Wojciech Młynarski)
- Ballada o siedmiu nożach (sł. Wojciech Młynarski; przed 1967)
- Czterdziestolatek i blaszany charleston (wraz z Tadeuszem Prejznerem; sł. Jan Tadeusz Stanisławski i Andrzej Bianusz; wiązanka)
- Czterdzieści lat minęło (sł. Jan Tadeusz Stanisławski; serial Czterdziestolatek)
- Demograficzny wyż (sł. Ludwik Jerzy Kern; serial Wojna domowa)
- Dziewczyny z Komorowa (sł. Wojciech Młynarski)
- Ile ja dopłacam? (sł. Wojciech Młynarski)
- I ty możesz zostać św. Mikołajem (sł. Wojciech Młynarski; promujący akcję charytatywną TVP2 pod tą samą nazwą w latach 1992–2010)[9]
- Ja jestem jedna wielka wada (sł. Ludwik Jerzy Kern; serial Wojna domowa)
- Jeszcze w zielone gramy (sł. Wojciech Młynarski)
- Łagodnie płynę w twych ramionach (sł. Wojciech Młynarski; 1986)
- Mam ochotę na chwileczkę zapomnienia (sł. Wojciech Młynarski; 1981; z repertuaru Hanny Banaszak)
- Miłość złe humory ma (sł. Agnieszka Osiecka; film Małżeństwo z rozsądku)
- Nie bądź taki Szybki Bill (sł. Ludwik Jerzy Kern; 1965; serial Wojna domowa)
- Nie mam jasności w temacie Marioli (sł. Wojciech Młynarski)
- Oni mają teraz życie (sł. Ludwik Jerzy Kern; 1965; serial Wojna domowa)
- Panie Kowalski, panie Kwiatkowski (sł. Agnieszka Osiecka; film Małżeństwo z rozsądku)
- Piosenka z przedmieścia (sł. Janusz Kondratowicz; „Nie dla mnie sznur samochodów”; z filmu Dwa żebra Adama; wykonywana przez Mieczysława Wojnickiego)
- Sam to wiesz (sł. Wojciech Młynarski)
- Stawiam na Tolka Banana (sł. Adam Bahdaj)
- Tak bardzo się zmienił świat (sł. Agnieszka Osiecka; film Małżeństwo z rozsądku)
- Tak bym chciała kochać już (sł. Wojciech Młynarski; 1984)
- Tylko wróć (sł. Wojciech Młynarski; 1967; „tak mi źle, tak mi źle, tak mi szaro”; serial Wojna domowa)
- W siną dal (sł. Jan Gałkowski, Bogusław Choiński)
- Wojna domowa (sł. Ludwik Jerzy Kern; czołówka serialu Wojna domowa)
- Wszystko dla Mamy, gdy mamy Dzień Mamy (sł. Wojciech Młynarski; 1965; serial Wojna domowa)
- Wyrzeźbiłem twoją twarz w powietrzu (sł. Agnieszka Osiecka; film Małżeństwo z rozsądku)
- Zabłyśnie dzień, gdy uda mi się wszystko (sł. Wojciech Młynarski)
- Zakochani są wśród nas (sł. Janusz Kondratowicz)
- Ze szczęściem na ty (sł. Jacek Korczakowski)

## Ordery i odznaczenia
- Krzyż Komandorski Orderu Odrodzenia Polski (11 listopada 1997)[10]
- Złoty Medal „Zasłużony Kulturze Gloria Artis” (2 kwietnia 2013)[11]
- Srebrny Medal „Zasłużony Kulturze Gloria Artis” (27 października 2005)[11]
- Medal Stowarzyszenia Autorów ZAiKS (1988)[12]
- Medal Złoty Helikon przyznany przez krakowski „Jazz Club” (2006)
- Honorowa Odznaka ZAiKS-u (1978)[12]

## Nagrody i wyróżnienia
- nagroda na Festiwalu Polskich Filmów Fabularnych w Gdańsku za muzykę do filmu Wierna rzeka (1987)
- Nagroda za muzykę na 11. Ogólnopolskim Festiwalu Filmów dla Dzieci i Młodzieży w Poznaniu (1990)[13]
- Nagroda Specjalna „Pegaza” za całokształt twórczości (2003)[13]
- brązowa statuetka Baranka Jazzowego przyznana przez krakowską „Piwnicę pod Baranami” (2006)
- Złoty Fryderyk za całokształt działalności artystycznej (2008)
- tytuł Honorowy Obywatel Miasta Jasła (2012)[14]
- Nagroda Specjalna ZAiKS-u (2012)[12]
- Członkostwo honorowe Stowarzyszenia Autorów ZAiKS (2013)[12]
- Orzeł (Polska Nagroda Filmowa) w kategorii: Nagroda za Osiągnięcia Życia (2021)[15]